# Ralph Carmichael
Ralph Carmichael, 27 de maio de 1927 - 18, Quincy, Illinois, 18 de outubro de 2021, Camarillo, California, foi um maestro, compositor, arranjador, que desde os anos 50 produziu trilhas sonoras para uma infinidade de séries e filmes, trabalhando com inúmeros nomes de Hollywood e da música, como Roy Rogers, Bing Crosby, Burt Bacharach e Nat King Cole.
A partir dos anos 60 começou a produzir artistas do segmento cristão, trabalhando com Billy Graham, Andrae Crouch, David Wilkerson, para quem produziu a trilha do filme “A Cruz e o Punhal”, estrelado por Pat Boone.
No Brasil, seu trabalho mais conhecido é uma das músicas mais cantadas nos encontros de jovens e acampamentos cristãos nos anos 70 e 80, “He’s Everything to Me”, que ficou conhecida como “Nas Estrelas”.